# Jagdstaffel 40
La Jagdstaffel 40 (in tedesco: Königlich Sächsische Jagdstaffel Nr 40, abbreviato in Jasta 40) era una squadriglia (staffel) da caccia della componente aerea del Deutsches Heer, l'esercito dell'Impero tedesco, durante la prima guerra mondiale (1914-1918).

## Storia
La Jagdstaffel 40 venne fondata il 30 giugno 1917 presso il Flieger-Abteilung (dipartimento di aviazione) 6 di Großenhain, diventando effettivamente operativa solo a partire dal 15 agosto e fu schierata nella zona di combattimento della Armee-Abteilung A. Il 14 settembre fu spostata nel settore sotto il controllo della Armee-Abteilung C. La squadriglia ottenne la prima vittoria aerea il 25 settembre.
Il 15 marzo 1918 venne spostata di nuovo, questa volta a supporto della 17ª Armata. Il mese seguente fu assegnata a supporto della 4ª Armata dove rimase fino alla fine della guerra.
Carl Degelow è stato l'ultimo Staffelführer (comandante) della Jagdstaffel 40, dal 9 luglio del 1918 fino alla fine della guerra.
Alla fine della prima guerra mondiale, alla Jagdstaffel 40 vennero accreditate 54 vittorie aeree di cui 3 per l'abbattimento di palloni da osservazione. Di contro, la Jasta 40 perse 5 piloti, uno morì in incidente aereo e 6 furono feriti in azione.

## Lista dei comandanti della Jagdstaffel 40
Di seguito vengono riportati i nomi dei piloti che si succedettero al comando della Jagdstaffel 40.
| Grado        | Nome           | Periodo                          |
| ------------ | -------------- | -------------------------------- |
| Oberleutnant | Eliers         | ? - ?                            |
|              | Helmut Dilthey | aprile 1918 - 9 luglio 1918      |
|              | Carl Degelow   | 9 luglio 1918 - 11 novembre 1918 |

## Lista delle basi utilizzate dalla Jagdstaffel 40
- Möntingen/Metz: 15 agosto 1917
- Mars-la-Tour: 14 settembre 1917
- Masny: 15 marzo 1918
- Roubaix
- Meuines
- Wynghene
- Gontrode